# Jatov
Jatov (Hongaars:Jattó) is een Slowaakse gemeente in de regio Nitra, en maakt deel uit van het district Nové Zámky.
Jatov telt 784 inwoners.